# Big Mac
Big Mac je hamburger prodávaný v restauracích rychlého občerstvení McDonald's. Poprvé vešel do prodeje v roce 1967 v Pittsburghu v Pensylvánii, o rok později jej společnost McDonald's začala prodávat po celých Spojených státech amerických.
V roce 2007 bylo jen ve Spojených státech amerických prodáno asi 560 milionů kusů tohoto hamburgeru.

## Galerie

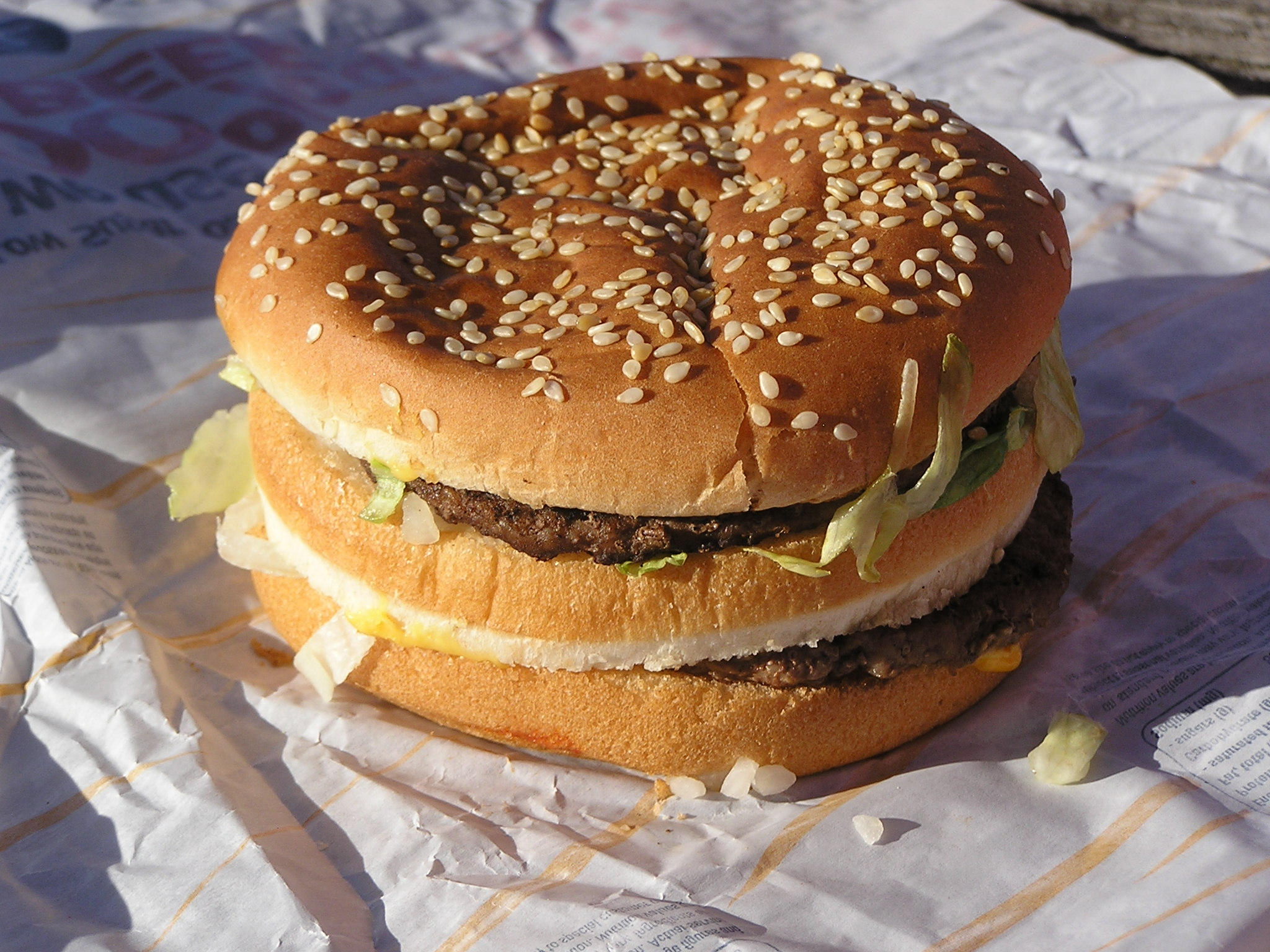
Big Mac v Austrálii
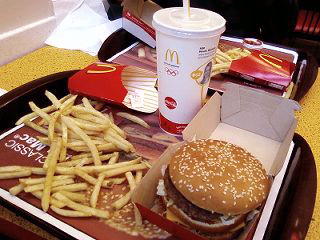
Big Mac combo
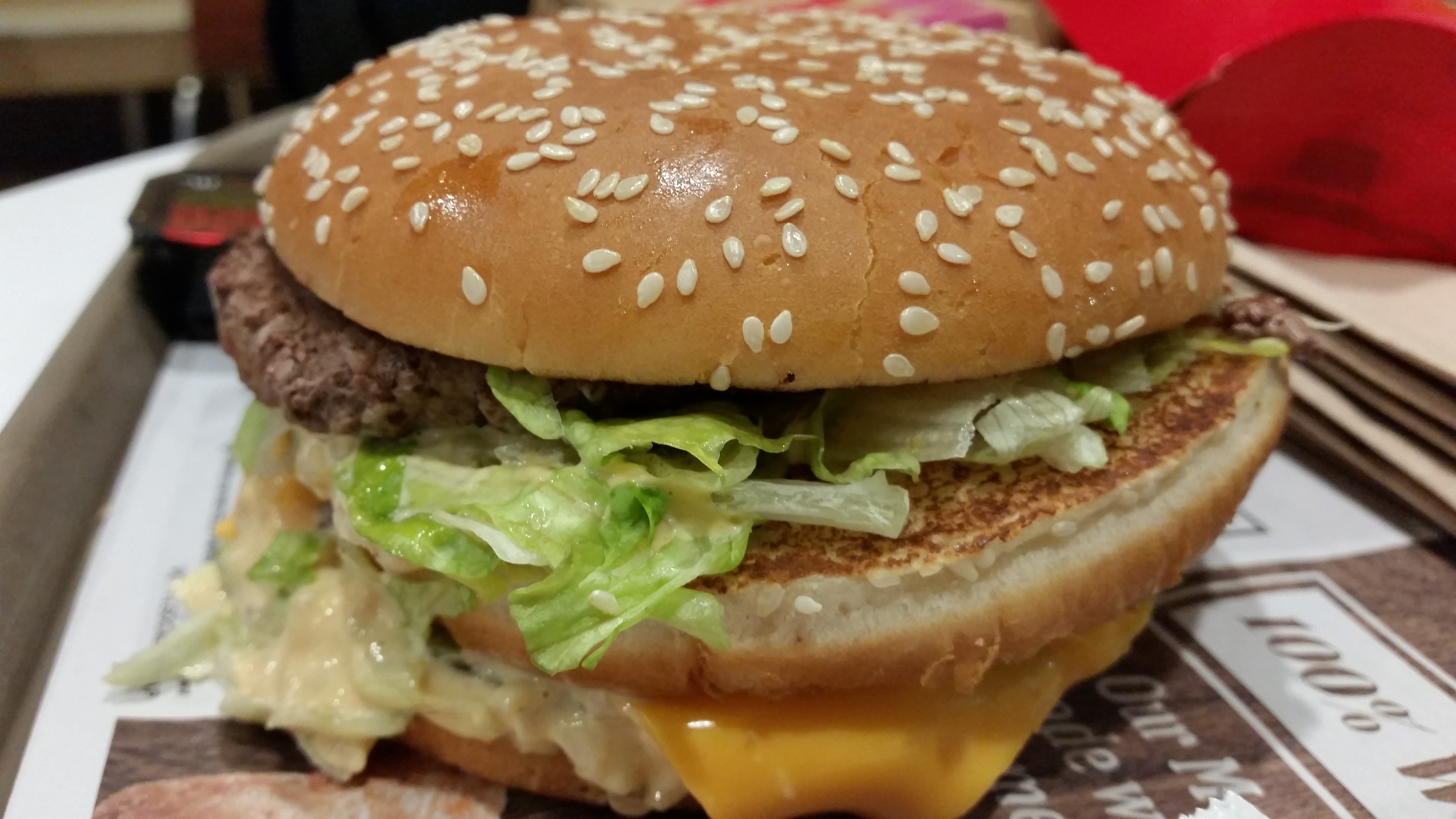
Grand Big Mac